# カール・ユーハイム

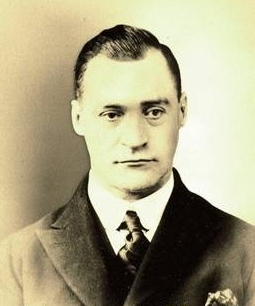
カール・ユーハイム

カール・ヨーゼフ・ヴィルヘルム・ユーハイム（独: Karl Joseph Wilhelm Juchheim、1886年12月25日 - 1945年8月14日）は、戦前の日本で活躍したドイツ出身の菓子職人、実業家。第一次世界大戦中に捕虜として連行された日本に留まり、兵庫県神戸市に株式会社ユーハイムの前身である喫茶店「JUCHHEIM'S」を開店した。日本で初めてバウムクーヘンを作り、マロングラッセを販売した人物として知られる。

## 生涯

### 青島市へ渡り、喫茶店を営む
1886年12月25日、ドイツ帝国のプロイセン王国ヘッセン＝ナッサウ州カウプ・アム・ラインで、父フランツと母エマの10番目の男子として生まれる。国民学校卒業後にシュトラールズントの菓子店で修行をしつつ、夜間職業学校に通った。1908年、菓子店協会の会長に勧められて、一旗揚げようとドイツの租借地である膠州湾租借地の青島市でシータス・プランベック（ジータス・ブランベルク）が経営する喫茶店に就職。1909年、自ら喫茶店「ユーハイム」を営業するようになった（プランベックの許可を得て独立したとも、プランベックから店を譲り受けたともいわれる。株式会社ユーハイムはこの年を創業年と位置づけている。ユーハイムの作るバウムクーヘンは本場ドイツの味にそっくりだと評判になった。数年後結婚相手を探すために帰郷し、1914年春にエリーゼ・アーレンドルフと婚約。同年7月28日に青島市で挙式した。

### 捕虜となり、日本へ

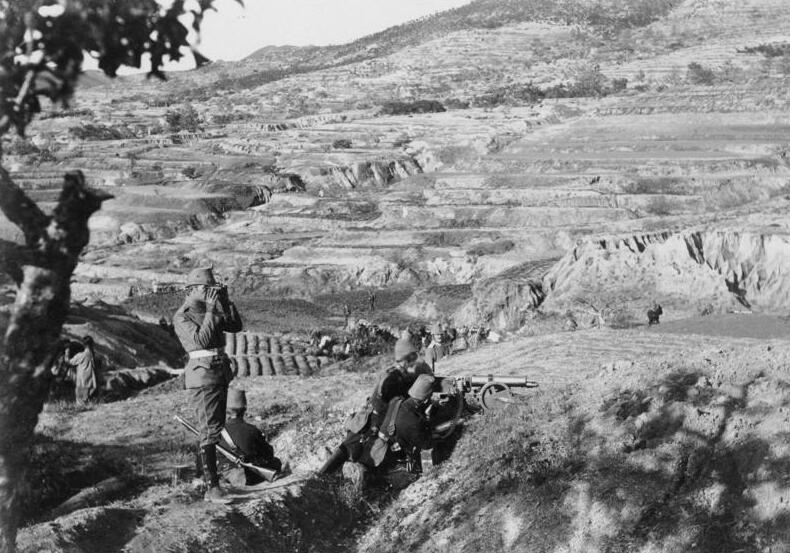
青島の戦いの模様

挙式直後の1914年8月1日、ドイツはフランスとロシアに宣戦布告し、第一次世界大戦に参戦した。青島市はドイツに宣戦布告した日本軍の攻撃を受け、11月7日に陥落。ユーハイムは非戦闘員であったにもかかわらず、しかも翌年9月になってから日本軍の捕虜となり、大阪府大阪市西区南恩加島町（現在の大正区南恩加島1丁目）地先にある大阪俘虜収容所へ移送された。収容所の中でユーハイムは青島市に残した妻と子（ユーハイムが連行された時、エリーゼは妊娠していた。エリーゼは1915年11月4日に長男カールフランツを出産している。）のことを思い悩む日々を送った。

#### 広島で日本で初めてバームクーヘンを焼く
1917年2月19日、インフルエンザの予防のため、大阪俘虜収容所に収容されていた捕虜は全員、広島県安芸郡仁保島村（現在の広島市南区似島）にある似島検疫所に移送された。1919年3月4日、広島県が似島検疫所のドイツ人捕虜が作った作品の展示即売会を開催することになり、仲間に促されたユーハイムはバウムクーヘンなどの菓子を作ることになった。ユーハイムは材料集め（バウムクーヘンを焼くには堅い樫の薪などを必要とした）に難航したものの、バウムクーヘンを焼くことに成功、広島県物産陳列館（現在の原爆ドーム）にて開催された「ドイツ作品展示会」で製造販売を行う。このバウムクーヘンが、日本で初めて作られたバウムクーヘンとなる。この時ユーハイムは菓子の味を日本人向けにアレンジ（ユーハイムは青島市が日本軍に占領された際の経験から、バターを多く使用した菓子が日本人に受け入れられないことを知っていた）することにも成功し、ユーハイムの作った菓子は好調な売れ行きをみせた。バウムクーヘンが意外にも日本人に受けたことで、ユーハイムは終戦後も日本で闘うことを決意する。

### 解放後、日本に残留

#### カフェー・ユーロップに勤務
1918年11月11日、ドイツは連合国との間に休戦協定を結び、第一次世界大戦は事実上終戦を迎えた。それにより、日本にいたドイツ人捕虜は解放されることになった。解放された者の大半はドイツへの帰国を希望したが、ハインリヒ・フロインドリーブやアウグスト・ローマイヤーなど日本に残留することを選ぶ者もいた。当初ユーハイムは青島市に帰るつもりであったが当地でコレラが流行しているという報に接して断念し、日本残留を決めた。ユーハイムは明治屋の社長磯野長蔵が銀座に開店した喫茶店「カフェー・ユーロップ」に採用され、製菓部主任の肩書が与えられた。ユーハイムは妻と息子を青島市から日本に呼び寄せ、一家は「カフェー・ユーロップ」の3階で暮らすことになった。
ユーハイムの作る菓子は高い評価を得た。最も評価が高かったのはバウムクーヘンで、その他にプラム・ケーキが品評会で外務大臣賞を獲得したこともある。「カフェー・ユーロップ」の常連客には里見弴、13代杵屋六左衛門、嘉治隆一、二代目 市川猿之助、栗島すみ子らがいた。なお、「カフェー・ユーロップ」は1923年9月1日に起こった関東大震災により焼失した。

#### 横浜でE・ユーハイムを開店
1922年2月に「カフェー・ユーロップ」との契約期間が終わりを迎えた。ユーハイム夫妻が今後の身の振り方を考えていた最中、リンゾンという名のロシア人が横浜市山下町で経営しているレストランを売りたいと申し出てきた。ユーハイム夫妻が店を視察に訪れたところ客の入りが非常に悪く、夫妻はこの話を断ろうとしたが、「神の声を聞いた」というエリーゼが心変わりし、購入することになった。購入額は3000円で、さらにリンゾンが滞納していた家賃や仕入れ先への支払いを肩代わりするという条件が付けられた。店の名前は「E・ユーハイム」（Eはエリーゼ（Elise）のE）に決まり、3月7日に開店した。エリーゼは近辺に手頃な価格で昼食を提供する店がないことに着目し、ドイツ風の軽食も出すことにした。このアイディアが当たり、店は大いに繁盛した。

#### 神戸へ移り、JUCHHEIM'Sを開店

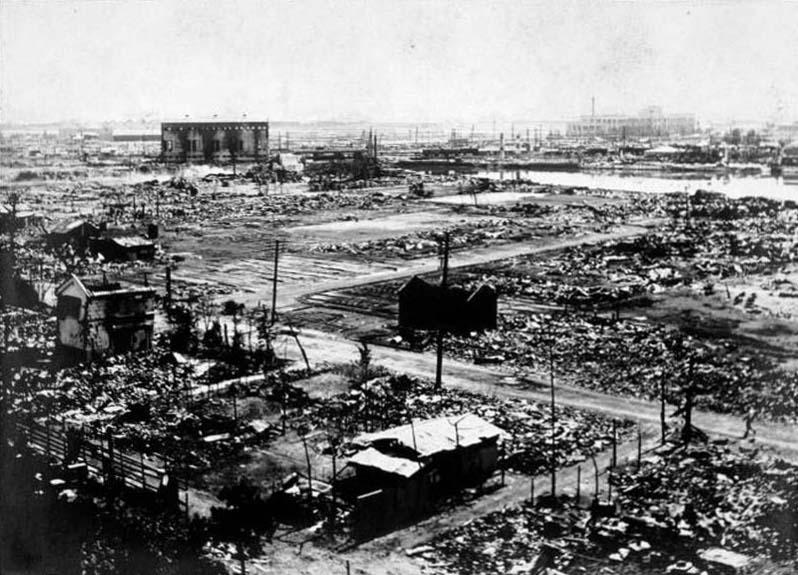
関東大震災直後の横浜

しかし1923年9月1日、関東大震災によって「E・ユーハイム」は焼失し、ユーハイムはポケットに入れていた5円札を除く全財産を失った。ユーハイムは家族とともに兵庫県明石郡垂水村大字塩屋（現在の神戸市垂水区塩屋町）の知人の家に身を寄せ、神戸で再起を図ることにした。ユーハイムは当初トアホテルに勤務しようと考えていたが、バレリーナのアンナ・パヴロワに神戸市神戸区（現在の中央区）三宮町1丁目309番地の「サンノミヤイチ」と呼ばれる3階建ての洋館に店を構えるよう勧められ、救済基金から借りた3000円を元手にサンノミヤイチの1階に喫茶店「JUCHHEIM'S」を開店した。当時神戸には外国人が経営する喫茶店がなく、「JUCHHEIM'S」は多くの外国人客でにぎわった。開店から1年ほど経つと「JUCHHEIM'S」の菓子を仕入れて販売する店も出てくるようになるなど店の経営は順調で、大丸神戸店が洋菓子を売り出したり近隣の洋菓子店がユーハイムのバウムクーヘンを模倣した商品を売り出すようになってからも人気が衰えることはなかった。「JUCHHEIM'S」ではバウムクーヘンのほか、日本で初めてマロングラッセが販売された。常連客には入江たか子、増井光蔵、小出楢重などの芸能人・文化人や小川平吉、猿丸吉左衛門、岡崎忠雄など政治家、財界人もいた。谷崎潤一郎も「JUCHHEIM'S」を贔屓にした。

### 晩年

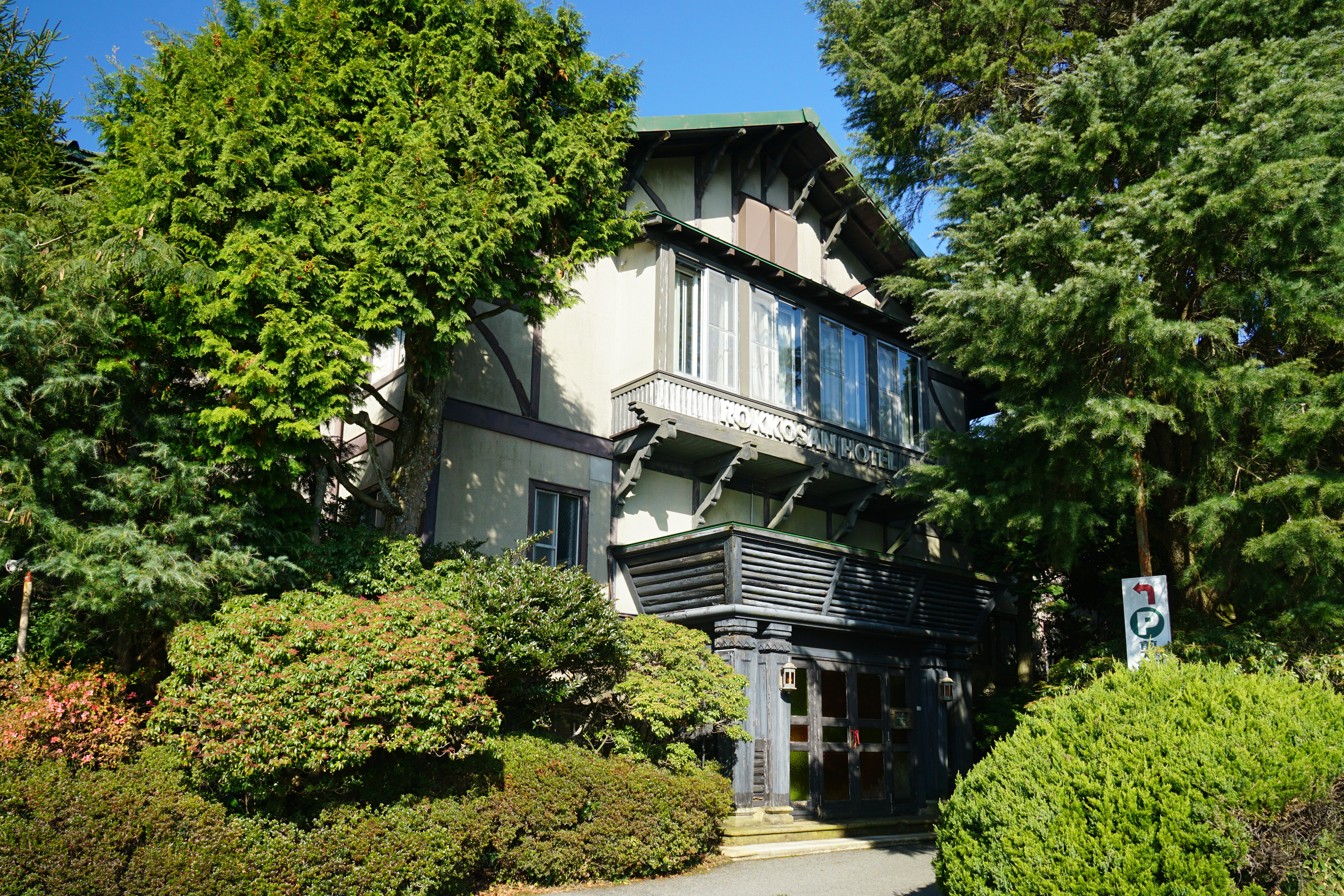
六甲山ホテル

1937年夏、エリーゼはユーハイムの振る舞いに尋常でないものを感じ、ユーハイムを精神病院に入院させることにした。ユーハイムには病識がなく、病院からの脱走を繰り返すなど問題行動を繰り返したため、ドイツに帰国させて治療を受けさせることにした。数年後ユーハイムは病から回復し日本へ戻ったものの明るかった性格は一変し、以前のように働くこともできなくなっていた。さらに1941年に開戦した太平洋戦争の戦況が悪化するにつれ、物資の不足により菓子を作ろうにも作ることができなくなった。1944年には店舗の賃貸契約を打ち切り、工場だけを稼働させることにした（工場ではドイツ海軍の兵士に支給するパンが焼かれた）。
1945年6月、神戸大空襲により工場は機能しなくなり、ユーハイムは家族とともに六甲山にある六甲山ホテルで静養することになった。8月14日午後6時、ユーハイムはホテルの部屋で椅子に座り、エリーゼと語り合いながらこの世を去った。医師が書いた死亡診断書によると死因は中風による病死であった。ユーハイムの死に顔は、エリーゼが「死ぬことが少しも恐ろしくなくなった」と思うほど安らかであったという。体格の大きなユーハイムの遺体を納める棺が見つからず、遺体は船の帆布で作った袋に入れられ、荼毘に付された。
死の直前、ユーハイムは自分は間もなく死ぬが戦争はすぐに終わり平和が来ると語り、さらに1942年にドイツ軍に徴兵された息子カールフランツは死んだと断言した。死の翌日に玉音放送においてポツダム宣言の受諾が表明され、太平洋戦争は終結した。さらに1947年になり、カールフランツが1945年5月6日にウィーンで戦死していたことが判明した。

### 死後

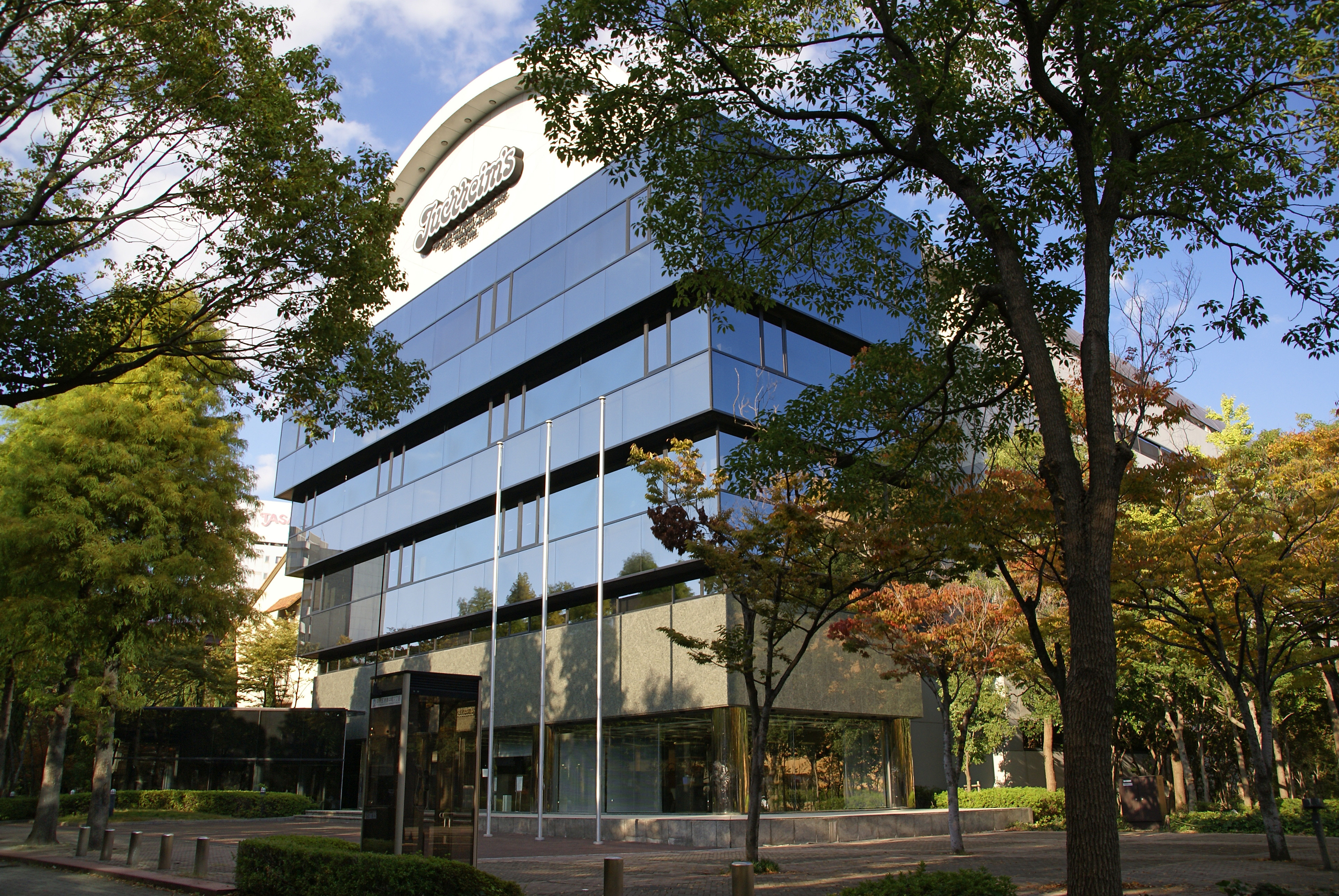
株式会社ユーハイム本社ビル（兵庫県神戸市）

ユーハイムの死後、その親族（エリーゼおよびカールフランツの妻子）は連合国軍最高司令官総司令部によってドイツに強制送還された。第二次世界大戦中にエリーゼがドイツ婦人会の副会長を務め、かつドイツへ帰国した経験があること、カールフランツがドイツ軍に在籍したことが問題視されたためである。1948年10月、かつて「JUCHHEIM'S」に勤務していた山口政栄・川村勇ら3人が同店の復興を目指して任意組合ユーハイム商店（1950年1月、株式会社に改組。1963年から株式会社ユーハイムに商号を変更）を設立。1953年3月にはエリーゼがドイツから戻り、帰国直後から会長に、1961年10月からは社長に就任した。エリーゼは「死ぬまで日本にいる」と宣言し、1971年5月2日に兵庫県神戸市で息を引き取った。ユーハイム夫妻の墓は兵庫県芦屋市の芦屋市霊園にある。

## エピソード
- ユーハイムには売れ残りのケーキを窯で焼いて捨てるという習慣があった。この習慣はユーハイムの弟子にも受け継がれた[55][28][56]。
- ユーハイムは弟子に対し衛生面に気を配るよう厳しく指導した。風呂には毎日入り、爪は3日に1度は切り、汚れのついた作業着は着ない、といった具合にである。「カフェー・ユーロップ」に勤務していた時期に、初任給が15円であったところ、風呂代と洗濯代を月に3円ずつ支給していた[55]。
- ユーハイムは原料について、常に一流店が扱う一流品を仕入れた[57]。その姿勢は国内で品質の良いものが手に入らないと見るやラム酒をジャマイカから、バターをオーストラリアから取り寄せるほど徹底していた[58]。
- ドイツでは二度の戦争の影響でバウムクーヘン職人がいなくなり、第二次世界大戦後には一般的では無くなったが[59]、ユーハイムにより日本では一般化し戦後も残ったため、駐日ドイツ大使館に赴任して初めて食べる職員も多いという[60]。